# Rhombophryne matavy
Rhombophryne matavy é uma espécie de anfíbio anuros da família Microhylidae. Está presente em Madagáscar. A UICN classificou-a como vulnerável.